# W&K – Wienerroither & Kohlbacher
W&K – Wienerroither & Kohlbacher ist eine auf Kunst des 20. Jahrhunderts spezialisierte Kunsthandlung und Galerie, mit Standorten in Wien und New York.

## Geschichte

### Standorte in Wien
Gegründet wurde W&K – Wienerroither & Kohlbacher 1993 von Eberhard Kohlbacher und Alois M. Wienerroither. Mit den regelmäßig stattfindenden „Kunstheurigen“ entwickelte sich die Galerie in der Währinger Straße 133, im 9. Wiener Gemeindebezirk, bereits früh zum Treffpunkt österreichischer Künstler und Sammler und lud zur Diskussion über Kunst ein.
1997 übersiedelte man in das historische Palais Hardegg, in der Strauchgasse 2, im 1. Wiener Gemeindebezirk. Die hohen Gewölbe des Palais bieten seither das passende Ambiente zur Präsentation ausgewählter Werke der klassischen Moderne sowie von Kunst nach 1945. Zur Vergrößerung der Ausstellungsfläche fand im Rahmen des 10-jährigen Firmenjubiläums im Jahr 2007, eine Erweiterung der Galerieräumlichkeiten am selben Standort statt.
Seit 2016 bespielt die Galerie zudem weitere 520 m² Ausstellungsfläche in der Beletage des zwischen 1699 und 1706 erbauten Palais Schönborn-Batthyány. Das Gebäude, mit seinen drei Prunk- und mehreren kleineren Repräsentationsräumen, bildet ein spannungsreiches Umfeld zur Präsentation ausgewählter Künstler der Zeit nach 1945 sowie zeitgenössischer Kunst.

### Standort in New York
Im Jahr 2013 assoziierte sich W&K – Wienerroither & Kohlbacher mit der seit 1966 bestehenden Shepherd Gallery, unter dem Namen Shepherd W&K Galleries. In den Ausstellungsräumen auf der Upper East Side, zwei Blocks vom Metropolitan Museum entfernt, werden Einzel- und Gruppenausstellung gezeigt. Im Fokus stehen österreichische und deutsche Künstler der klassischen Modern. Bisher wurden z. B. Präsentationen von Alfred Kubin und Oskar Kokoschka gezeigt.

## Wirkungskreis von W&K

### Kunstmarkt und -handel
Die Galerie stellt regelmäßig Werke von über 50 nationalen und internationalen Künstlern aus, womit sie sowohl im Primärmarkt als auch im Sekundärmarkt des Kunsthandels aktiv ist.
Schwerpunkte von Galerie und Kunsthandel bilden von Beginn an die Kunst der Moderne sowie Kunst nach 1945. Einen wichtigen Stellenwert im Ausstellungsprogramm nehmen dabei Werke österreichischer Künstler, u. a. Egon Schiele, Gustav Klimt, Oskar Kokoschka, Alfred Kubin, Albin Egger-Lienz, Alfons Walde, Carl Moll, Josef Floch, Koloman Moser, Max Weiler, Max Oppenheimer und anderen Künstlern der Wiener Secession um 1900 sowie des Hagenbundes, ein. Daneben vertritt die Galerie deutsche Expressionisten aus Künstlervereinigungen wie der Brücke und dem Blauen Reiter, u. a. Emil Nolde, Ernst Ludwig Kirchner, Erich Heckel, Karl Schmidt-Rottluff und Otto Müller, sowie Bauhauskünstler wie Lyonel Feininger und Paul Klee.
Seit dem Jahr widmet sich die Kunsthandlung in ihrer Arbeit auch ausgewählten zeitgenössischen Künstlern, z. B. Heinz Mack, Eduard Angeli oder Günther Uecker und internationalen Vertretern der Moderne wie Pablo Picasso, Georges Braque und Joan Miró.

### Messeteilnahmen
Regelmäßig ist W&K – Wienerroither & Kohlbacher auf internationalen Kunstmessen wie der Frieze Masters in London, TEFAF Maastricht, TEFAF New York Spring, Highlights – Internationale Kunstmesse München, der Art&Antique Salzburg sowie der Biennale internazionale di Antiquariato di Firenze in Florenz vertreten und präsentiert ausgewählte Werke aus ihrem Repertoire. Seit der Gründung nahm man an über 100 Messen teil.
Gemeinsam mit den Galerien Beck & Eggeling, Faber, Konzett, Ruberl und Salis gründete man 2015 den Kunstsalon Art Salzburg. Dieser Kunstsalon verzichtet auf Kojen und zeigt während der Salzburger Sommerfestspiele in der Sala Terrena der Universität eine kuratierte Gesamtschau erstklassiger Kunst des 20. und 21. Jahrhunderts. Im anschließenden Garten 'Dietrichsruh' wird zudem ein Skulpturengarten präsentiert.

### Leihgaben an Museen
W&K – Wienerroither & Kohlbacher stellt regelmäßig Leihgaben für nationale und internationale Museen zur Verfügung, u. a. Albertina in Wien, Österreichischen Galerie Belvedere, Fundación Juan March in Madrid, Fondation Beyeler, Szépművészeti Múzeum in Budapest, National Gallery in London, Tate Gallery of Modern Art, Fondation Louis Vuitton oder dem Getty Museum in Los Angeles.

## Ausstellungen (Auswahl)
- Hans Kupelwieser, 19. Juni – 28. Oktober 2020, W&K Palais, Wien.
- Max Weiler, Die späten 70er Jahre, 9. Juni – 30. September 2020, W&K Galerie, Wien.
- Günter Brus, Die Einsamkeit des Spätklassikers, 25. September – 22. November 2019, W&K Palais, Wien.
- Feininger, Klee und das Bauhaus, 1. Mai – 16. August 2019, Shepherd W&K Galleries, New York.
- Nives Widauer, Archeology of undefined Future, 5. März – 7. Mai 2019, W&K Palais, Wien.
- Alfred Kubin, Phantastische Welten, 10. Januar – 22. März 2019, W&K Galerie, Wien.
- Ross Bleckner, 29. November 2018 – 15. Februar 2019, W&K Palais, Wien.
- Zoran Mušič and Joannis Avramidis, 25. Oktober 2018 – 19. Januar 2019, Shepherd W&K Galleries, New York.[15]
- Zoran Mušič und Joannis Avramidis, im Palais Schönborn-Batthyány, 22. Mai – 13. September 2019,  W&K Palais, Wien.[16]
- Elke Silvia Krystufek, Luxus, 27. September – 23. November 2018, W&K Palais, Wien.
- Judit Reigl und Kurt Kocherscheidt, 25. September – 20. Oktober 2018, Shepherd W&K Galleries, New York.
- Walter Vopava, 25. Mai – 14. September 2018, W&K Palais, Wien.
- Gustav Klimt, Drawings, 27. April – 27. Juli 2018, Shepherd W&K Galleries, New York.
- AROTIN & SERGHEI, Metamorphosis, 23. Februar – 16. Mai 2018, W&K Palais, Wien.
- Kurt Kocherscheidt, 22. November 2017 – 26. Januar 2018, W&K Palais, Wien.
- Eduard Angeli, 15. November 2017 – 28. Februar 2018, W&K Galerie, Wien.
- Lyonel Feininger, 26. Oktober – 22. Dezember 2017, Shepherd W&K Galleries, New York.
- Josef Floch, 15. September – 6. November 2017, W&K Palais, Wien.
- Max Weiler, 19. Mai – 31. August 2017, W&K Palais, Wien.
- Oskar Kokoschka, 2. Mai – 28. Juli 2017, Shepherd W&K Galleries, New York.
- Heinz Mack, Von Zeit zu Zeit, 20. September – 15. November 2016, W&K Palais, Wien.
- Günther Uecker, 24. Mai – 15. Juli 2016, W&K Palais, Wien.
- Alfred Wickenburg, 23. April – 24. Mai 2013, Shepherd W&K Galleries, New York.

## Veröffentlichungen
W&K – Wienerroither & Kohlbacher wirkt auch als Herausgeber für Werkverzeichnisse und Ausstellungskataloge, u. a.
- Arotin & Serghei, W&K - Wienerroither & Kohlbacher (Hrsg.): AROTIN & SERGHEI, Metamorphosis. W&K Edition, Wien 2018, ISBN  978-3-200-05798-2.
- Marian Bisanz-Prakken: Gustav Klimt. Drawings. W&K Edition, Wien 2018. ISBN 978-3-200-05558-2.
- Dieter Buchhard: Jean-Michel Basquiat. W&K - Wienerroither & Kohlbacher, Wien 2016.
- Ulrike Schmitt: Günther Uecker Palais Schönborn-Batthyány 2016, W&K – Wienerroither & Kohlbacher, Wien 2016.
- Andreas Hüneke: Erich Heckel. W&K Edition, Wien 2016.
- Marian Bisanz-Prakken: Gustav Klimt. Adele Bloch-Bauer I – Three Drawings. W&K Fine Art, Wien 2015.
- Marian Bisanz-Prakken: Gustav Klimt. 14 Drawings. W&K Edition, Wien 2015.
- Elizabeth Clegg: Egon Schiele. Works on Paper 1908–1918. W&K Edition, Wien 2015.
- Peter Assmann: Alfred Kubin. W&K Fine Art, Wien 2014.
- Marcia E. Vetrocq: Judit Reigl. Entrée-Sortie. W&K Fine Art, Wien 2013.
- Ulrike Maria Emberger, Edwin Lachnit: Egon Schiele. Mother and Child I. W&K Fine Art, Wien 2013.
- Klaus Albrecht Schröder, Philip Rylands: Angeli (Katalog zur Ausstellung in Wien 2012), W&K Edition, Wien 2012. ISBN 978-3-200-02798-5.
- Gerhard Pichler: Koloman Moser. Die Gemälde. Werkverzeichnis, W&K Edition, Wien 2012. ISBN 978-3-200-02673-5.
- Marian Bisanz-Prakken: George Minne. George Minne and Viennese Modernism around 1900. Wienerroither & Kohlbacher Modern Art, Wien 2011.